# The Lough
The Lough és el nom d'un suburbi de la Ciutat de Cork, a Irlanda, la divisió electoral dins que se situa aquest llac, que rep el mateix nom i el d'una parròquia catòlica. El llac es troba al sud de la ciutat. Forma part del districte de Cork South-Central Dáil.

## Llac
El Lough és una llac d'aigua dolça alimentat per una font subterrània amb una profunditat mitjana d'un metre i una àrea total de 4 hectàrees. És una reserva natural, perquè hi trobem cignes, i ha estat una àrea protegida de llavors ençà 1881. Aquest llac també s'utilitza per un tipus de pesca restringida (pel qual estrictament s'agafen i s'allibera el peix) i és hàbitat d'espècies locals com la carpa, l'anguila, la tenca, i la perxa.
El perímetre exterior del cos d'aigua al Lough és aproximadament 1.1 quilòmetres (0.68 ).

## Demografia
El Lough el districte és proper al campus de Suro Universitari Universitari principal, i té una densitat alta d'allotjament d'estudiant.